# Danziger Staatsangehörigkeit

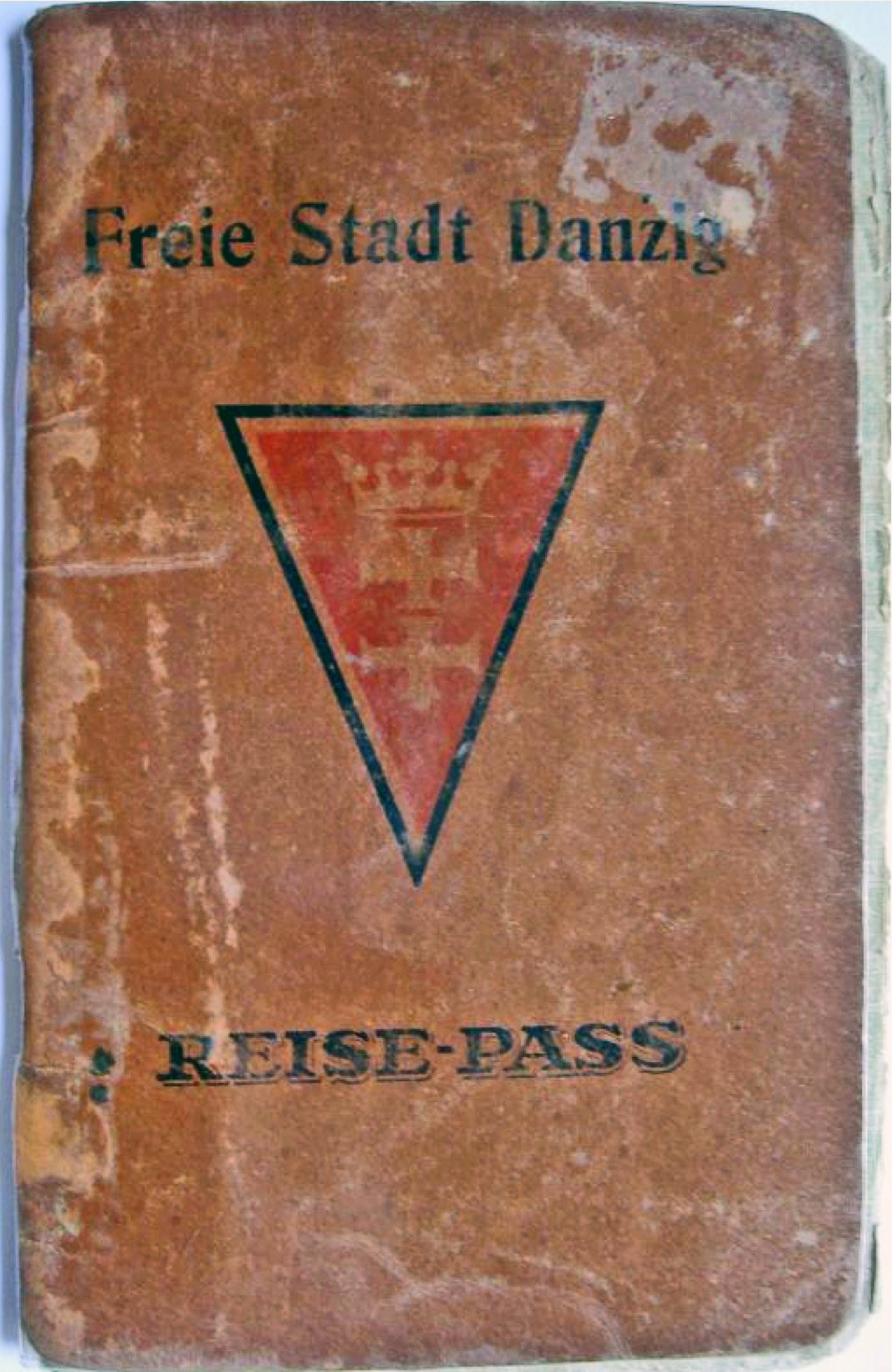
Danziger Reisepass des zweiten Typs (Ausstellungszeitraum 1924–35).

Die Danziger Staatsangehörigkeit, in Reisepässen als „Staatsangehörigkeit: Freie Stadt Danzig“ bezeichnet, erhielten 1920 alle auf deren Gebiet wohnenden bis dato deutschen Reichsangehörigen.

## Hintergrund und Entwicklung
In einem völkerrechtlich neuen Konstrukt, nämlich weder als Mandat noch als Protektorat, wurde das Gebiet der „freien Stadt Danzig“ vom Deutschen Reich an den Völkerbund abgetreten und dessen Verwaltung unterstellt. Das ebenfalls größtenteils aus Gebieten Preußens neu geschaffene polnische Staatswesen war für die außenpolitische Vertretung zuständig.
Offizielles Entstehungsdatum der freien Stadt war am 15. November 1920, zwei Tage später verabschiedete man die Verfassung.
Aufgrund der aggressiven Polonisierungspolitik des diktatorischen Regimes Marschall Józef Piłsudskis versuchte Polen durch unterschiedlichste Methoden, abgesehen von einer militärischen Besetzung, die volle Kontrolle über Stadt und Bewohner zu gewinnen. Ab 1924 ging es durch besonnenes Handeln des hohen Kommissars etwas entspannter zu, bis man 1931 und ab 1934 wieder dreister wurde.
Das erwähnte polnische Verhalten hatte konkrete Auswirkungen auf Personen, die mit Danziger Pässen reisten. Sie unterlagen in weniger Staaten als die Polen der Visumspflicht. Im Ausland unterstanden Danziger polnischem konsularischen Schutz. Diese Konsuln zogen routinemäßig ihnen vorgelegte Danziger Pässe ein und verlangten, dass der Vorsprechende einen polnischen Pass beantragte. Diese Schikane wurde erst nach dem Schiedsspruch des Hohen Kommissars vom 28. Januar mit Berufungsentscheidung vom 4. Mai 1924 beendet. Fürderhin waren die Danziger Behörden alleine für die Ausstellung von Reisepässen zuständig, das polnische Außenamt vermittelte diese an die Konsulate. Polnische Konsulate verlängerten nun Danziger Pässe auch, wenn ihnen ein Heimatschein vorgelegt wurde. In Notfällen stellten sie auch drei Monate gültige Danziger Pässe aus.

### Nach September 1939
Das Gesetz über die Wiedervereinigung der Freien Stadt Danzig mit dem Deutschen Reich vom 1. September 1939 machte die „Staatsangehörigen der bisherigen freien Stadt Danzig“ zu „Deutschen nach Maßgabe näherer Vorschriften.“
Nicht alle kriegführenden Feindstaaten betrachteten 1939–45 Danziger als Deutsche und somit „feindliche Ausländer.“ Die USA z. B. nur, wenn ein Danziger für Deutschland aktiv geworden war.
Durch das Potsdamer Abkommen wurde Danzig polnischer Souveränität unterstellt. Polen definierte 1947 das Recht auf seine Staatsbürgerschaft entlang ethnischer Grundsätze, d. h. die wenigen 1945–48 nicht Ausgesiedelten hatten, wenn sie zum 1. September 1939 ihren Wohnsitz auf dem Gebiet der freien Stadt gehabt hatten, ihre Volkszugehörigkeit vor einem Ausschuss zu beweisen.
Nach Erlangung weitgehendster Souveränität gewährte die BRD dem kollektiv eingebürgerten Personenkreis eine Ausschlagungsfrist bis 25. Februar 1956.

## Staatsbürgerschaftsgesetz 1922
Der Versailler Vertrag bestimmte in Art. 105: „Mit dem Inkrafttreten des gegenwärtigen Vertrags verlieren die in dem im Artikel 100 bezeichneten Gebiete wohnhaften deutschen Reichsangehörigen von Rechtswegen die deutsche Reichsangehörigkeit und werden Staatsangehörige der Freien Stadt Danzig.“ Eine Optionsmöglichkeit regelte Art. 106: „Zwei Jahre lang nach Inkrafttreten des gegenwärtigen Vertrags sind die über achtzehn Jahre alten deutschen Reichsangehörigen, die in dem in Artikel 100 bezeichneten Gebiet ihren Wohnsitz haben, berechtigt, für die deutsche Reichsangehörigkeit zu optieren.
Die Option des Ehemanns erstreckt ihre Wirkung auf die Ehefrau, die Option der Eltern erstreckt ihre Wirkung auf Kinder unter achtzehn Jahren.
Personen, die von dem oben vorgesehenen Optionsrecht Gebrauch machen, müssen in den nächsten zwölf Monaten ihren Wohnsitz nach Deutschland verlegen.
Es steht ihnen frei, daß unbewegliche Gut, das sie im Gebiete der Freien Stadt Danzig besitzen zu behalten. Sie dürfen ihr gesamtes bewegliches Gut mitnehmen. Es wird dafür keinerlei Ausfuhr- oder Einfuhrzoll von ihnen erhoben.“
Das Gesetz über den Erwerb und Verlust der Danziger Staatsangehörigkeit orientierte sich in seinen Regeln am seit 1. Januar 1914 gültigen deutschen Staatsangehörigkeitsgesetz mit seinem damals dominierenden Abstammungsprinzip. Zuständig in Staatsbürgersachen war der Senat. Rechtsakte wurden jeweils mit der Aushändigung der entsprechenden Urkunde wirksam. Gegen Bescheide stand innerhalb vier Wochen der Rechtsweg beim Obergericht offen.
Erwerb
- Eheliche Kinder erhielten durch Geburt die Staatsbürgerschaft des Vaters, uneheliche die der Mutter. Letztere konnten durch Vaterschaftsanerkennung ebenfalls Danziger werden. In Danzig gefundene Findelkinder galten als in Danzig geboren.
- Kinder von Staatenlosen, die fünf Jahre in Danzig gelebt hatten, erhielten die Staatsangehörigkeit ab Geburt.
- Einheiratende Ausländerinnen wurde durch Eheschließung Staatsangehörige; hatten sie minderjährige Kinder so galt dies auch für diese sofern sie ihren Wohnsitz in Danzig hatten.
- Ausländer, die als Beamte in den Staatsdienst traten oder als Geistliche einer staatlich anerkannten Religionsgemeinschaft berufen wurden, wurden mit Aushändigung der Bestallungsurkunde (ohne entspr. Vorbehalt) Danziger. Sie hatten den Verlust vorheriger Staatsbürgerschaften nachzuweisen. Solche Einbürgerungen schlossen Frau und Kinder mit ein.

Einbürgerung
Einbürgerungskandidaten mussten folgende Bedingungen erfüllen:
- nach heimatlichem Recht voll geschäftsfähig
- unbescholten
- mit der Absicht dauerhaft in Danzig zu wohnen
- über Wohnung und hinreichend Einkommen für sich und ihre Familie verfügen
- nachweisen, dass sie andere Staatsangehörigkeiten aufgaben oder durch Annahme der Danziger automatisch verloren
- fünf Jahre zusammenhängend vor Antragstellung seinen Wohnsitz gehabt haben. (Frühester Fristbeginn war der 11. Januar 1920.)

die Wartefrist galt nicht für:
- eine Danzigerin heiratende Männer
- Weltkriegsteilnehmer, die mindestens einen in der Stadt lebenden Danziger Elternteil hatten und die kriegsbedingt oder zu Ausbildungszwecken keinen Wohnsitz hier hatten, sofern sie unter 30 Jahren waren. Als Stichtag galt der 10. Januar 1920, letztmögliches Antragsdatum war der 10. Januar 1924.

Einbürgerungen eines Mannes erstreckten sich dann auf Ehefrau und minderjährige Kinder, wenn dies mit beantragt wurde. Polnische Antragsteller hatten zusätzlich eine heimatliche Entlassungsgenehmigung und ggf. Wehrdienstnachweis beizubringen.
Wiedererwerb
Wiedererwerb auf Antrag war, unter Beachtung der allgemeinen Einbürgerungsbedingungen abgesehen von der Aufenthaltsfrist, möglich für:
- Witwen, die vor ihrer Ausländerheirat Danzigerinnen gewesen waren.
- Kinder, die als Minderjährige ihre Danziger Staatsbürgerschaft durch Aktionen ihrer Eltern verloren hatten; innerhalb zwei Jahren nach Erreichen der Volljährigkeit.

Verlust
Automatische Verlustgründe waren, sofern dadurch eine andere Staatsbürgerschaft erworben wurde:
- Heirat einer Danzigerin mit einem Ausländer.
- Vaterschaftsanerkennung eines unehelichen Kindes durch einen Ausländer.
- Erwerb einer fremden Staatsbürgerschaft, wenn diese als Einbürgerung auf Antrag erfolgte.

Der Senat konnte beschließen, dass eine Person, die in ausländischen Staatsdienst trat und trotz Aufforderung dort verblieb, die Danziger Staatsbürgerschaft verlor. 

Ansonsten konnte Entlassung durch den Senat auf Antrag erfolgen, wenn eine fremde Staatsangehörigkeit angenommen wurde und ein Wohnsitz im Ausland begründet worden war. Solche Anträge bei Verheirateten durfte nur der Mann stellen, die Frau musste zustimmen, die Entlassung erstreckte sich auf beide. Für Minderjährige hatte das Vormundschaftsgericht zuzustimmen.